# Family Business (1989)
Family Business (Alternativtitel im deutschsprachigen Raum: Ehrbare Ganoven) ist eine US-amerikanische Kriminalkomödie aus dem Jahr 1989. Die Regie führte Sidney Lumet, das Drehbuch schrieb anhand des eigenen Romans Vincent Patrick. Die Hauptrollen spielten Sean Connery, Dustin Hoffman und Matthew Broderick.

## Handlung
Vito McMullen begleitete früher seinen mehrfach vorbestraften Vater Jessie bei einigen Einbrüchen, dann brach er mit ihm. Er führt nun ein kleines Fleischereiunternehmen. Sein 23-jähriger Sohn Adam hat sein Studium kurz vor seinem Abschluss abgebrochen.
Adam überredet Jessie und Vito, in die Räume eines High-Tech-Unternehmens einzubrechen, um wertvolles genetisches Material und ein Laborbuch zu stehlen. Beim Einbruch läuft anfangs alles glatt, sie können einen Wärter überwältigen und finden die gesuchten Reagenzgläser. Als sie beim Verlassen des Gebäudes merken, dass sie das Laborbuch vergessen haben, geht Adam zurück, um es zu holen. Dabei löst er jedoch einen Alarm aus, so dass die Polizei alarmiert wird und ihn verhaftet. Er kann das Laborbuch jedoch vorher wegwerfen.
Als sich herausstellt, dass Adam möglicherweise für 15 Jahre ins Gefängnis muss, will Vito, dass sich auch er und Jessie stellen und die Beute übergeben, kann Jessie jedoch nicht überzeugen. Als Vito seiner Frau davon erzählt, droht diese mit einer Anzeige, falls er sich nicht selbst stellt, um Adam zu entlasten.
Jessie findet heraus, dass der Auftraggeber des Einbruchs einer der Forscher war, der durch das Verschwinden der Proben die Erfolglosigkeit der Versuche verschleiern wollte, um so nochmals Zeit zu gewinnen. Schließlich stellt sich Vito und auch Jessie wird daraufhin festgenommen. Bei der Gerichtsverhandlung werden Adam und Vito zu mehreren Jahren auf Bewährung verurteilt. Adams Großvater Jessie wird zu 15 plus 10 Jahren verurteilt. Er hatte die Beute nicht herausgegeben und den Auftraggeber aus dem Unternehmen erpresst, und so für Adam eine milde Strafe ermöglicht.
Jessie stirbt schon nach etwa einem Jahr im Gefängnis. Langsam finden Adam und Vito wieder zusammen. Gegen Ende des Films fragt Adam seinen Vater, was ihm in den letzten Jahren den meisten Spaß machte. Vito gibt zu, dass dies der Einbruch war.

## Kritiken
Roger Ebert überlegte in der Chicago Sun-Times vom 15. Dezember 1989, ob der Film eher ein Kriminalfilm oder ein Familiendrama sei. Er lobte die Hauptdarsteller, aber fand das Ende des Films enttäuschend.
Das Lexikon des internationalen Films meinte: „Mehr an den Figuren und ihren ethnischen Eigenarten als an aktionsreicher Handlung interessierte Tragikomödie mit märchenhaften Zügen, die trotz sorgfältiger Regie an Mittelmaß und Langsamkeit der Story scheitert. Immerhin noch kurzweiliger und intelligenter unterhaltend als manch anderes Beispiel des Genres.“